# Heterachthes w-notatus
Heterachthes w-notatus är en skalbaggsart som beskrevs av Linsley 1935. Heterachthes w-notatus ingår i släktet Heterachthes och familjen långhorningar. Inga underarter finns listade i Catalogue of Life.